# 미러마스크
미러마스크(MirrorMask)는 미국에서 제작된 데이브 맥킨 감독의 2005년 판타지, 모험, 드라마, 가족 영화이다. 스테파니 레오니다스 등이 주연으로 출연하였고 사이몬 무어헤드 등이 제작에 참여하였다.

## 출연

### 주연
- 스테파니 레오니다스
- 제이슨 베리
- 롭 브라이든
- 지나 맥키

### 조연
- 도라 브라이언
- 로버트 르웰린
- 앤디 해밀턴
- 스티븐 프라이
- 사이몬 하비

## 제작진
- 배역: 루이스 해몬드